# 세실 노바크
세실 노바크(프랑스어: Cécile Nowak, 1967년 4월 22일~)는 프랑스의 유도 선수이다. 1992년 하계 올림픽에서 여자 엑스트라라이트급 금메달을 획득하였으며, 세계 선수권 대회에서 금메달 1개, 동메달 2개를 획득했다. 또한 유럽 선수권 대회에서 4회 우승을 차지했다.